# Henry Richardson
Henry Barber Richardson (Boston, 19 maggio 1889 – New York, 19 novembre 1963) è stato un arciere statunitense.
Partecipò alle gare di tiro con l'arco ai Giochi olimpici di Saint Louis 1904, dove vinse una medaglia di bronzo nella gara a squadre diventando, con i suoi quindici anni, il più giovane medagliato di quell'Olimpiade.
Quattro anni dopo, prese parte a Londra 1908, dove vinse un'altra medaglia di bronzo olimpica nella gara individuale di doppio York.

## Palmarès
In carriera ha conseguito i seguenti risultati:
- Giochi olimpici

St. Louis 1904: una medaglia di bronzo nella gara a squadre.
Londra 1908: una medaglia di bronzo nella gara di doppio York.